# Friedrich II. (Baden, Großherzog)

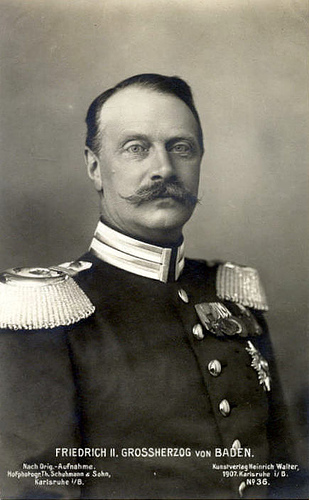
Großherzog Friedrich II. von Baden

Großherzog Friedrich II. von Baden (vollständiger Name Friedrich Wilhelm Ludwig Leopold August, genannt Fritz) (* 9. Juli 1857 in Karlsruhe; † 9. August 1928 in Badenweiler) war von 1907 bis 1918 der letzte Großherzog von Baden.

## Leben

### Jugend und Ausbildung

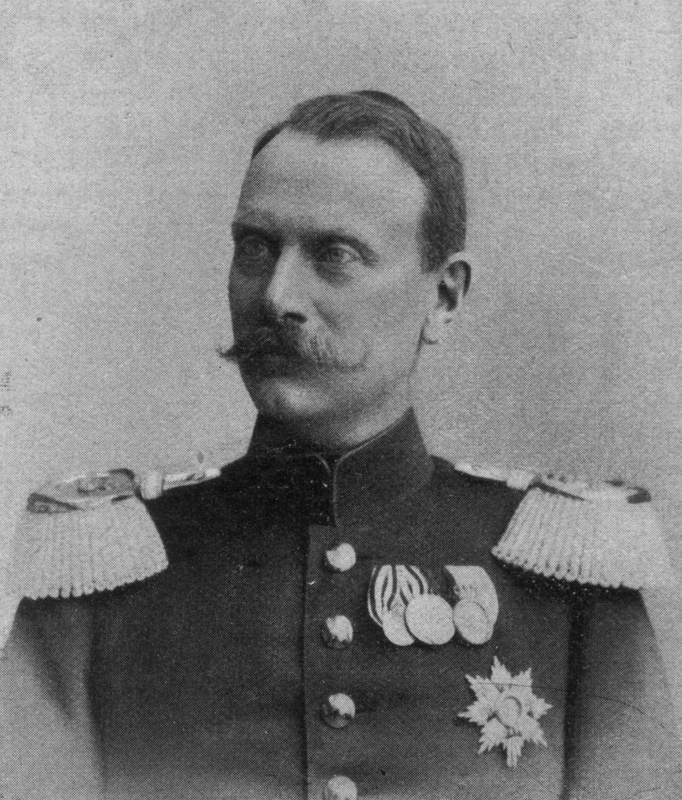
Großherzog Friedrich II. von Baden

Der Sohn von Großherzog Friedrich I. und Luise von Preußen wurde zunächst von einem Privatlehrer unterrichtet, ohne dass er Kontakt mit Gleichaltrigen hatte. Um ihm diesen Kontakt zu ermöglichen, wurde er auf dem Großherzoglichen Friedrichs-Gymnasium Karlsruhe mit elf Mitschülern aus der gebildeten Bürgerschicht unterrichtet. Friedrich war jedoch scheu und kontaktarm und auch wenig interessiert am Unterrichtsstoff, der ihm vermittelt werden sollte. Obwohl er zeitweise versetzungsgefährdet war, schaffte er 1875 das Abitur und trat anschließend den Militärdienst als Leutnant im I. Badischen Leib-Grenadier-Regiment Nr. 109 in Karlsruhe an. Da diese Einheit Teil der Preußischen Armee war, kam Friedrichs Großvater Kaiser Wilhelm I., der auch preußischer König war, nach Karlsruhe, um ihn in die Armee aufzunehmen.
Nachdem er 1875 Reisen nach Rom und Sizilien unternommen hatte, begann er das Studium der Staats- und Rechtswissenschaften sowie Geschichte an der Universität Heidelberg. Danach studierte er an der Universität Bonn, wo er Kommilitone seines zwei Jahre jüngeren Cousins Prinz Wilhelm war, des späteren Kaisers Wilhelm II. Von 1878 bis 1879 studierte Friedrich dann in Freiburg. Wie in seiner schulischen Laufbahn zeigte Friedrich auch an der Universität nur wenig Interesse. Im Grunde studierte er auch nicht wie seine bürgerlichen Kommilitonen, sondern besuchte lediglich Vorlesungen. Als Thronfolger sollte er möglichst vielerlei Erfahrungen sammeln, so auch an der Universität, ohne dass dabei ein regulärer Universitätsabschluss erreicht werden sollte. Als Student wurde Friedrich Mitglied in den Corps Saxo-Borussia Heidelberg, Borussia Bonn, Suevia Heidelberg und der Verbindung Rupertia zu Heidelberg.

### Mitglied der Badischen Ständeversammlung
Friedrich war als Prinz des Hauses Baden von 1875 bis 1906 Mitglied der Ersten Kammer der Badischen Ständeversammlung, nahm jedoch nur 1875/76 und 1903 bis 1906 persönlich an den Sitzungen teil.

### Militärische Laufbahn

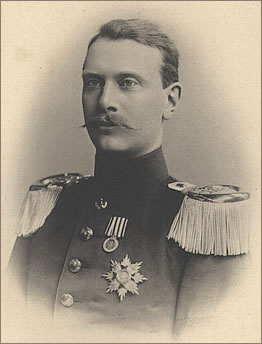
Erbgroßherzog Friedrich als Stabsoffizier mit Stern des Hausordens der Treue

Im Oktober 1880 trat Friedrich als Soldat der preußischen Armee den Dienst beim 1. Garde-Regiment zu Fuß in Potsdam an. Nach seiner Heirat 1885 wurde er in das 5. Badische Infanterie-Regiment Nr. 113 nach Freiburg im Breisgau in die später nach ihm benannte Erbgroßherzog-Friedrich-Kaserne versetzt, diente danach von 1891 bis 1893 in Berlin, um dann wieder bis 1897 in Freiburg verwendet zu werden. 1897 wurde er von Kaiser Wilhelm II. zum Kommandierenden General des VIII. Armee-Korps in Koblenz ernannt, wo er bis 1901 in Garnison stand. In Koblenz war unter anderem Paul von Hindenburg Generalstabschef unter dem Kommando des Erbgroßherzogs Friedrich. 1902 schied er aus der Armee aus, da er als Erbgroßherzog den greisen Großherzog in Karlsruhe unterstützen sollte und Kaiser Wilhelm II. seinen Wunsch, das Kommando des XIV. Armee-Korps zu übernehmen, das in Baden stationiert war, aus dienstlichen Gründen verweigert hatte. Friedrich wurde nach seinem Ausscheiden aus dem aktiven Dienst in der Armee noch zum Generaloberst und Generalfeldmarschall befördert. Aus gesundheitlichen Gründen konnte er während des Ersten Weltkriegs keinen Dienst mehr aufnehmen.
Friedrich hatte während seiner militärischen Laufbahn folgende Ränge inne:
- 1875: Sekondeleutnant
- 1881: Premierleutnant
- 1882: Hauptmann
- 1884: Major
- 1889: Oberst
- 1891: Generalmajor
- 1893: Generalleutnant
- 1897: General der Infanterie
- 1905: Generaloberst mit dem Rang eines Generalfeldmarschalls

Er stand à la suite des 1. Garde-Regiments zu Fuß und des 1. Garde-Ulanen-Regiments in Potsdam sowie des Kaiserlichen I. Seebataillons in Kiel.

### Heirat
Friedrich heiratete am 20. September 1885 Prinzessin Hilda von Nassau. Die Hochzeit fand auf Schloss Hohenburg bei Lenggries statt, einer Besitzung des Hauses Nassau. Hilda war die jüngste Tochter Herzogs Adolf von Nassau, dessen Herzogtum 1866 nach dem Preußisch-Österreichischen Krieg von Preußen annektiert worden war. Die Heirat der Tochter von Adolf in die Verwandtschaft der Hohenzollern war auch ein Grund dafür, dass aus Berlin kein Einspruch kam, als dieser 1890 Großherzog von Luxemburg wurde. Die Ehe von Friedrich und Hilda blieb kinderlos, und beide konnten wegen ihrer Schüchternheit auch nie die Popularität von Großherzog Friedrich I. und der Großherzogin Luise erreichen. Am 8. August 1927 adoptierten die beiden Berthold, den Sohn von Max von Baden. Grund hierfür war der Umstand, dass das Hausvermögen sonst nach seinem Tod gemäß dem Abfindungsvertrag vom 7. Mai 1919 an die Republik Baden gefallen wäre, weil es nur im ehelichen Mannesstamm des großherzoglichen Hauses vererbbar war.

### Regierungszeit

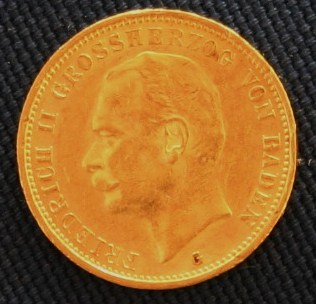
20 Goldmark aus dem Jahre 1911 mit dem Konterfei Friedrichs II.

Friedrich hatte schon vom November 1881 bis zum Oktober 1882 die Regentschaft übernommen, da sein Vater schwer an Typhus erkrankt war. Die Regierung übernahm er nach dem Tod von Friedrich I. am 28. September 1907. Im Wesentlichen führte er dessen liberale Politik fort. In seine Regierungszeit fallen die Gründung der Handelshochschule Mannheim, aus der die Universität Mannheim entstand (1908), und der Anbau des Galerieflügels der Kunsthalle Karlsruhe (1909), der schon von seinem Vater geplant worden war und der dem Werk von Hans Thoma gewidmet wurde.
Seine Regierungen wurden von den Staatsministern Alexander von Dusch (1905–1917) sowie von Heinrich von Bodman (1917–1918) geleitet. Nach Bodmans Rücktritt bildete sich am 10. November 1918 die letzte Regierung Friedrichs II. unter dem Sozialdemokraten Anton Geiß, ohne dass der Großherzog an deren Ernennung beteiligt war. Nachdem es in Karlsruhe vor dem Schloss zu Schießereien gekommen war, zog sich Friedrich zunächst auf Schloss Zwingenberg zurück. Am 22. November 1918 unterschrieb er auf Schloss Langenstein bei Eigeltingen im Hegau die Urkunde, mit der er auf den badischen Thron verzichtete.

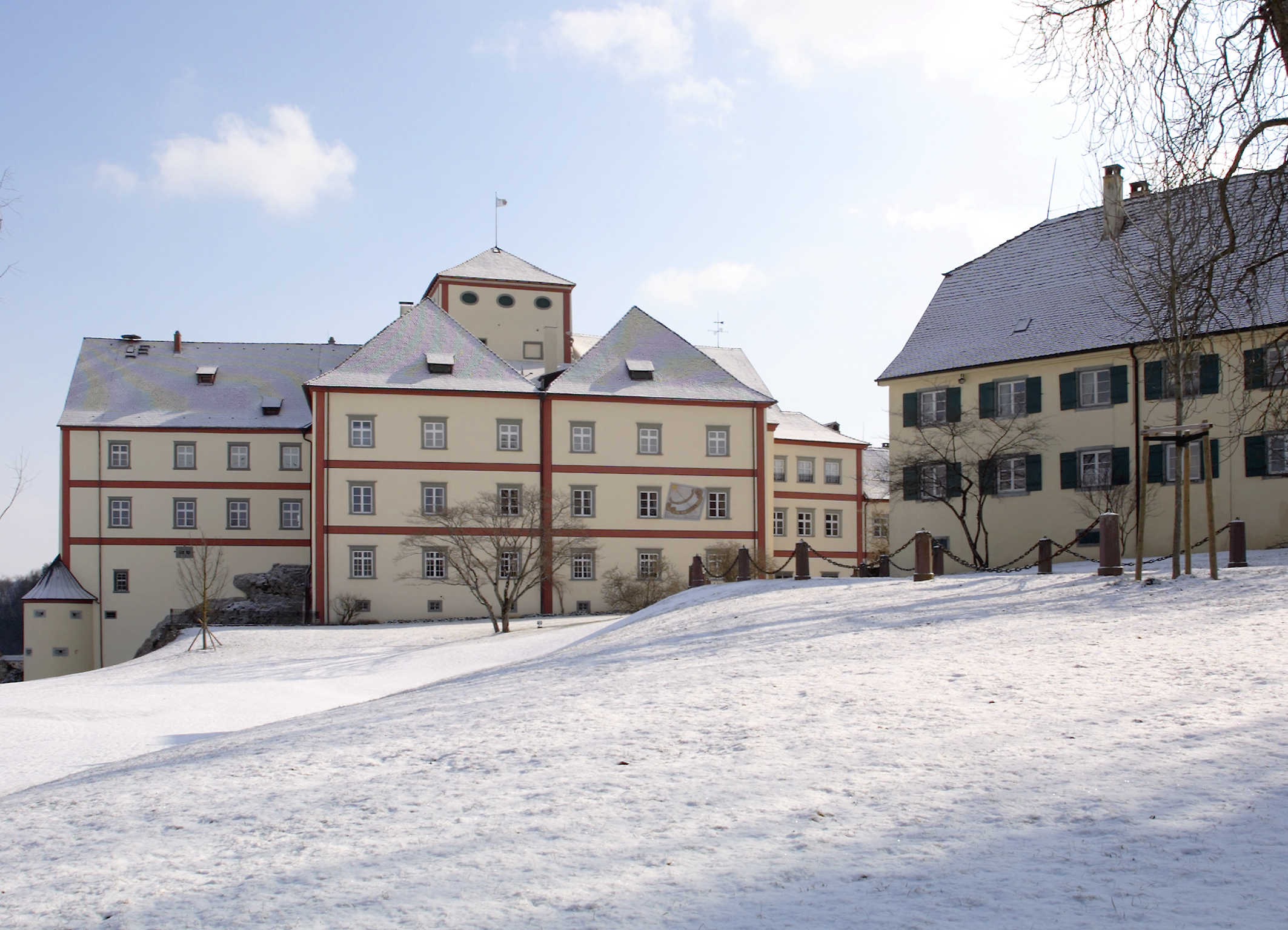
Schloss Langenstein

### Letzte Jahre
Friedrich II. lebte nach seinem Thronverzicht zusammen mit Hilda zunächst als Gast von Graf Robert Douglas (1880–1955) auf Schloss Langenstein und zog 1920 nach Freiburg. In den folgenden Jahren erblindete er fast und reiste allenfalls noch zu Kuren nach Baden-Baden oder Badenweiler.
Er ist in der großherzoglichen Grabkapelle im Fasanengarten Karlsruhe beigesetzt.

## Orden und Ordensherrschaft
Friedrich war Ritter des Schwarzen Adler-Ordens, des Andreas-Ordens, des Annunziaten-Ordens, des St.-Hubertus-Ordens, des Elephanten-Ordens und des Seraphinenordens.
Als Großherzog war er Großmeister der badischen Orden (Hausorden der Treue, Militär-Karl-Friedrich-Verdienstorden, Orden Berthold des Ersten und Orden vom Zähringer Löwen).

## Namensgebung
Nach Friedrich II. wurde die ehemalige Erbgroßherzog-Friedrich-Kaserne in Koblenz benannt.

## Genealogie
| Ahnentafel Großherzog Friedrich II. von Baden  | Ahnentafel Großherzog Friedrich II. von Baden                                                                      | Ahnentafel Großherzog Friedrich II. von Baden                                                                                  | Ahnentafel Großherzog Friedrich II. von Baden                                                      | Ahnentafel Großherzog Friedrich II. von Baden                                                      | Ahnentafel Großherzog Friedrich II. von Baden                                                                              | Ahnentafel Großherzog Friedrich II. von Baden                                                          | Ahnentafel Großherzog Friedrich II. von Baden                                                                            | Ahnentafel Großherzog Friedrich II. von Baden                                                                            |
| ---------------------------------------------- | --- | --- | -------------------------------------------------------------------------------------------------- | -------------------------------------------------------------------------------------------------- | --- | --- | --- | --- |
| Ururgroßeltern                                 | Erbprinz Friedrich von Baden-Durlach (1703–1732) ⚭ 1727 Anna Charlotte Amalie von Nassau-Dietz-Oranien (1710–1777) | Freiherr Ludwig Heinrich Philipp Geyer von Geyersberg (1727–1780) ⚭ 1756 Gräfin Maximiliane Christiane von Sponeck (1730–1804) | König Gustav III. von Schweden (1746–1792) ⚭ 1766 Sophie von Dänemark (1746–1813)                  | Karl Ludwig von Baden (1755–1801) ⚭ 1774 Amalie von Hessen-Darmstadt (1754–1832)                   | Großherzog Karl II. von Mecklenburg-Strelitz (1741–1816) ⚭ 1768 Friederike Caroline Luise von Hessen-Darmstadt (1752–1782) | König Friedrich Wilhelm II. von Preußen (1744–1797) ⚭ 1769 Friederike von Hessen-Darmstadt (1751–1805) | Großherzog Carl August von Sachsen-Weimar-Eisenach (1757–1828) ⚭ 1775 Luise von Hessen-Darmstadt (1757–1830)             | Zar Paul I. von Rußland (1754–1801) ⚭ 1776 Sophie Dorothee von Württemberg (1759–1828)                                   |
| Urgroßeltern                                   | Großherzog Karl Friedrich von Baden (1728–1811) ⚭ 1787 Luise Karoline von Hochberg (1768–1820)                     | Großherzog Karl Friedrich von Baden (1728–1811) ⚭ 1787 Luise Karoline von Hochberg (1768–1820)                                 | König Gustav IV. Adolf von Schweden (1778–1837) ⚭ 1797 Frederike Dorothea von Baden (1781–1826)    | König Gustav IV. Adolf von Schweden (1778–1837) ⚭ 1797 Frederike Dorothea von Baden (1781–1826)    | König Friedrich Wilhelm III. von Preußen (1770–1840) ⚭ 1793 Luise von Mecklenburg-Strelitz (1776–1810)                     | König Friedrich Wilhelm III. von Preußen (1770–1840) ⚭ 1793 Luise von Mecklenburg-Strelitz (1776–1810) | Großherzog Karl Friedrich von Sachsen-Weimar-Eisenach (1783–1853) ⚭ 1804 Großfürstin Maria Pawlowna Romanowa (1786–1859) | Großherzog Karl Friedrich von Sachsen-Weimar-Eisenach (1783–1853) ⚭ 1804 Großfürstin Maria Pawlowna Romanowa (1786–1859) |
| Großeltern                                     | Großherzog Leopold von Baden (1790–1852) ⚭ 1819 Sophie Wilhelmine von Holstein-Gottorp (1801–1865)                 | Großherzog Leopold von Baden (1790–1852) ⚭ 1819 Sophie Wilhelmine von Holstein-Gottorp (1801–1865)                             | Großherzog Leopold von Baden (1790–1852) ⚭ 1819 Sophie Wilhelmine von Holstein-Gottorp (1801–1865) | Großherzog Leopold von Baden (1790–1852) ⚭ 1819 Sophie Wilhelmine von Holstein-Gottorp (1801–1865) | Kaiser Wilhelm I. (1797–1888) ⚭ 1829 Augusta von Sachsen-Weimar-Eisenach (1811–1890)                                       | Kaiser Wilhelm I. (1797–1888) ⚭ 1829 Augusta von Sachsen-Weimar-Eisenach (1811–1890)                   | Kaiser Wilhelm I. (1797–1888) ⚭ 1829 Augusta von Sachsen-Weimar-Eisenach (1811–1890)                                     | Kaiser Wilhelm I. (1797–1888) ⚭ 1829 Augusta von Sachsen-Weimar-Eisenach (1811–1890)                                     |
| Eltern                                         | Großherzog Friedrich I. von Baden (1826–1907) ⚭ 1856 Luise von Preußen (1838–1923)                                 | Großherzog Friedrich I. von Baden (1826–1907) ⚭ 1856 Luise von Preußen (1838–1923)                                             | Großherzog Friedrich I. von Baden (1826–1907) ⚭ 1856 Luise von Preußen (1838–1923)                 | Großherzog Friedrich I. von Baden (1826–1907) ⚭ 1856 Luise von Preußen (1838–1923)                 | Großherzog Friedrich I. von Baden (1826–1907) ⚭ 1856 Luise von Preußen (1838–1923)                                         | Großherzog Friedrich I. von Baden (1826–1907) ⚭ 1856 Luise von Preußen (1838–1923)                     | Großherzog Friedrich I. von Baden (1826–1907) ⚭ 1856 Luise von Preußen (1838–1923)                                       | Großherzog Friedrich I. von Baden (1826–1907) ⚭ 1856 Luise von Preußen (1838–1923)                                       |
| Großherzog Friedrich II. von Baden (1857–1928) | | | | | | | | |